# 이봉정
이봉정(李奉貞, ? ~ ? )은 조선의 환관이다.

## 생애
선조와 광해군 시대 때의 내시이다.
1584년 선조 때 상약(尙藥)을 지냈으며, 1596년에는 선조에게서 숙마 1필을 하사 받기도 하였다,
같은 해에는 세자궁(世子宮) 장번 내관(長番內官)을 지냈었고, 1600년에는 상선(尙膳)을, 1608년 광해군 즉위년에는 빈전 내관을 지냈다.

## 같이 보기
- 김처선
- 연산군
- 김자원